# Erik Scavenius
Erik Scavenius, född 13 juli 1877 på Møn, död 29 november 1962 i Gentofte, var en dansk politiker och diplomat.

## Biografi

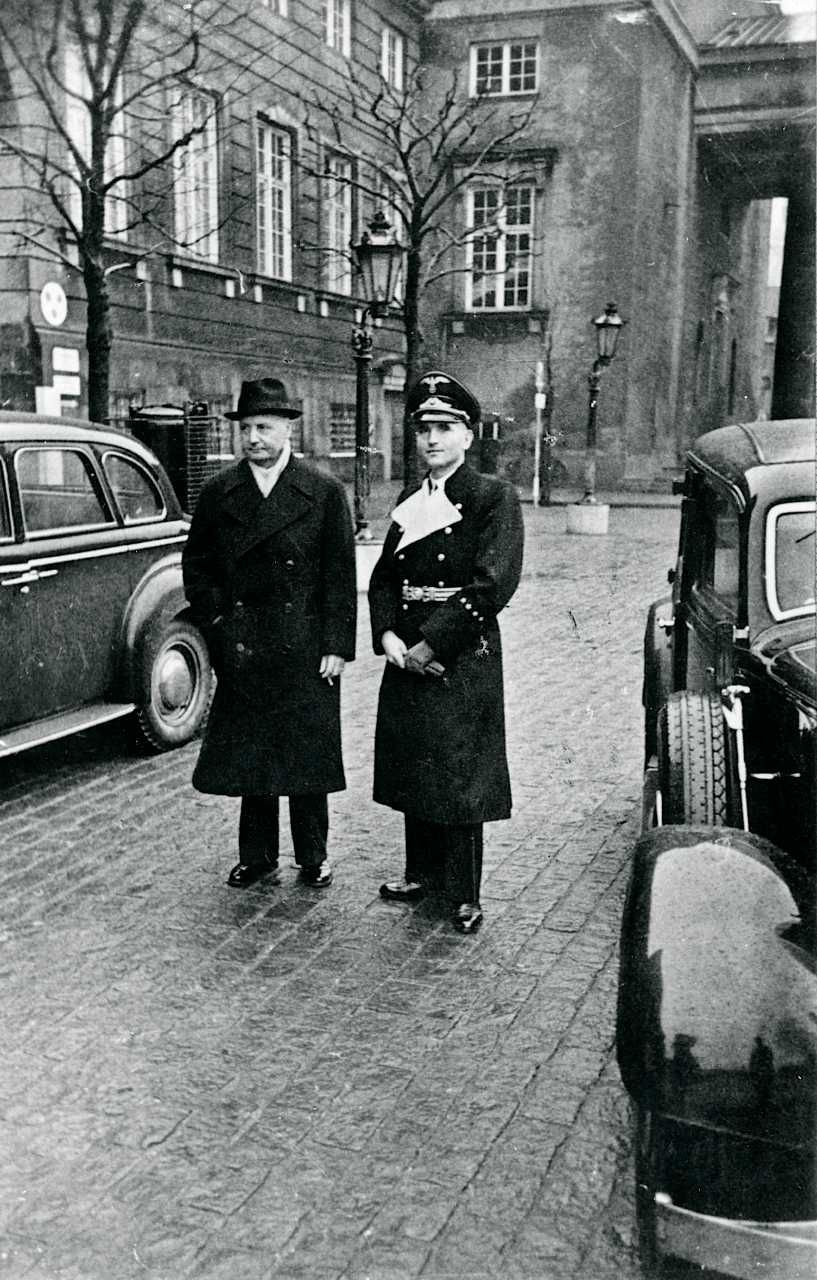
Erik Scavenius och Werner Best 1943.

Scavenius var dansk statsminister de jure mellan 9 november 1942 och 5 maj 1945, även om hans regering i praktiken avgick den 29 augusti 1943. Han var även utrikesminister 1909–1910, 1913–1920 och 1940–1943, ledamot av landstinget (riksdagens första kammare) 1918–1920 och 1925–1927 samt partiledare för Det Radikale Venstre 1922-1924.
Som diplomat var Scavenius stationerad i Wien, Berlin och Stockholm. Som utrikesminister under första världskriget upprätthöll han neutralitet men med tonvikt på goda relationer till Tyskland då han ansåg att Danmark låg inom tyskt intresseområde och inte kunde försvaras mot en aggression. Efter den tyska ockupationen av Danmark under andra världskriget inträdde Scavenius åter som utrikesminister i juli 1940. Han företrädde en pragmatisk förhandlingspolitik präglad av aktivt samarbete med ockupationsmakten. Han blev statsminister i det spända läget hösten 1942 efter telegramkrisen. Efter en kortare tid av normalisering tvingades hans regering att avgå i augusti 1943 till följd av folkliga proteststrejker och en våg av sabotage mot den tyska ockupationen.
Scavenius hotades efter andra världskriget av riksrätt men försvarade samarbetspolitiken med att han handlat på uppdrag av regering och riksdag och friades från åtal av en parlamentarisk kommission.

## Utmärkelser
- Kommendör med stora korset av Vasaorden, 1914.[6]
- Storkorset av Finlands Vita Ros’ orden, 1919.[7]